# Inarzo
Inarzo là một đô thị ở tỉnh Varese trong vùng Lombardia, có cự ly khoảng 50 km về phía tây bắc của Milan và khoảng 8 km southvề phía tây của Varese. Tại thời điểm ngày 31 tháng 12 năm 2004, đô thị này có dân số 856 người và diện tích là 2,4 km².
Inarzo giáp các đô thị: Bodio Lomnago, Cazzago Brabbia, Casale Litta, Varano Borghi, Ternate, Biandronno.